# Kibera

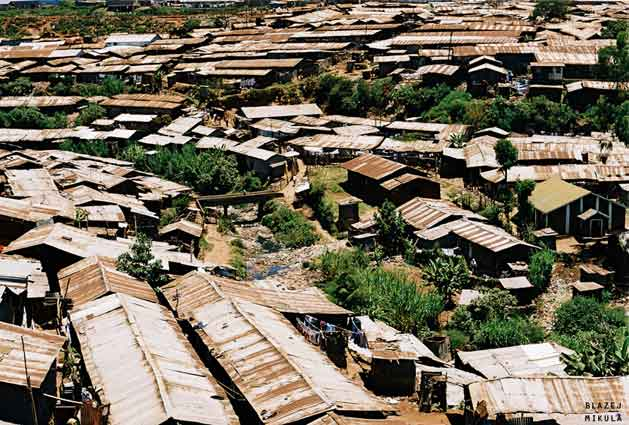
Kibera

Kibera je jeden z největších slumů v Africe, na jihozápadním okraji keňského hlavního města Nairobi ve vzdálenosti pět kilometrů od centra na rozloze 2,5 km². Jeho populace přesahuje milion obyvatel, odhadovaná hustota zalidnění je 300 000 osob/km². Vznikl v roce 1920, kdy britské koloniální úřady dovolily núbijským vojákům usadit se na okraji Nairobi. Z jazyka núbijských osídlenců pochází i jméno slumu - kibra v jejich jazyce znamená les, džungle. Po vzniku nezávislé Keni (1963) se ve slumu zvýšilo množství nelegálních staveb.
Obydlí ve slumu jsou většinou vyrobena z vlnitého plechu nebo z hlíny a klacků. Boudy jsou nalepeny na sebe, mezi nimi protékají stoky plné odpadků, které se rovněž povalují všude. Plocha slumu je bahnitá. Obyvatelé jsou převážně bez práce (90%) nebo se živí příležitostnými prodeji, chovem dobytka a dopravou. Průměrný věk se pohybuje kolem 40 let. Ve slumu je kolem 300 křesťanských kostelů (chatrče s křížem na střeše) a několik základních škol, v nichž vyučují místní obyvatelé.

## Galerie

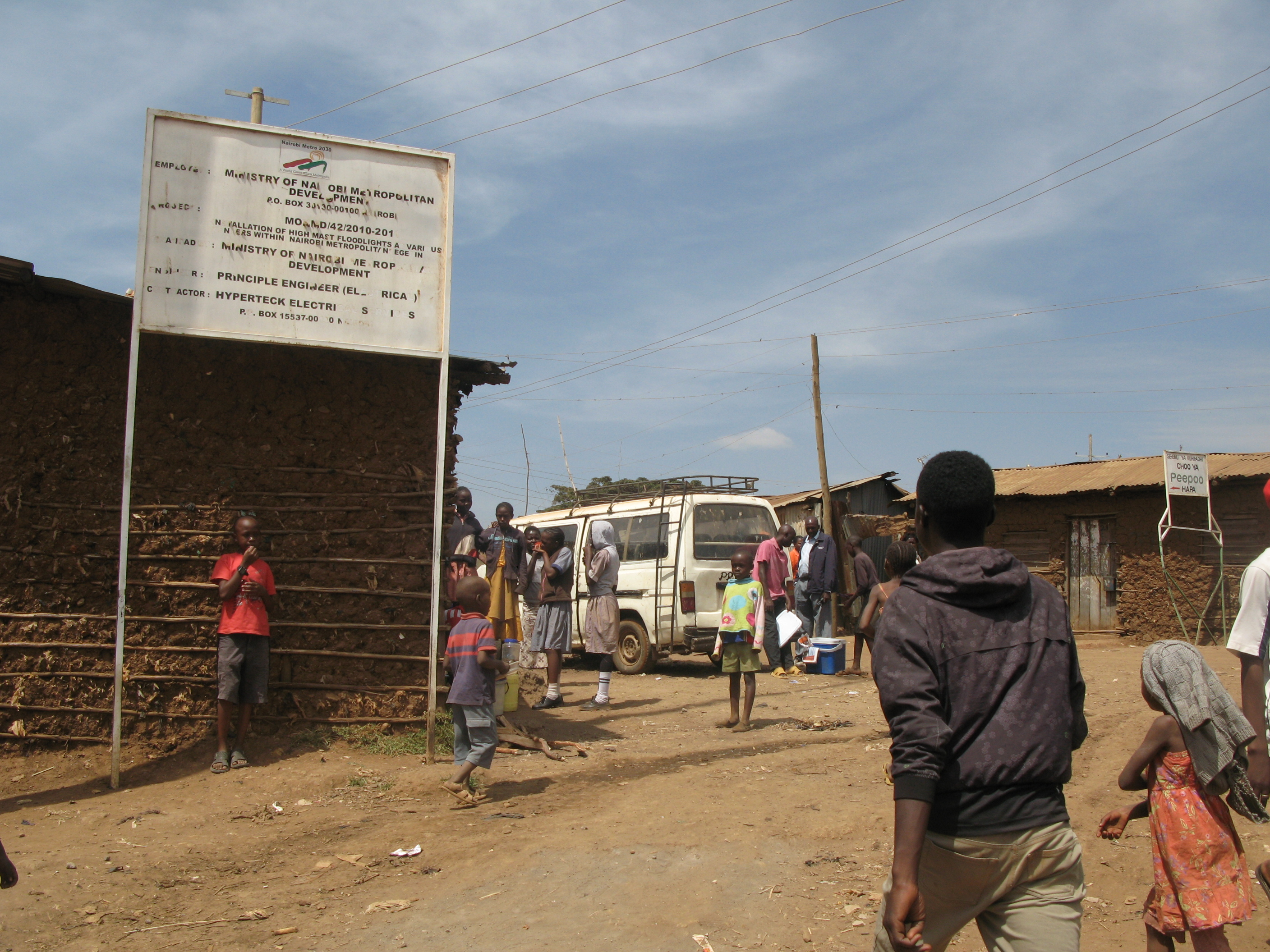
Škola, 2013
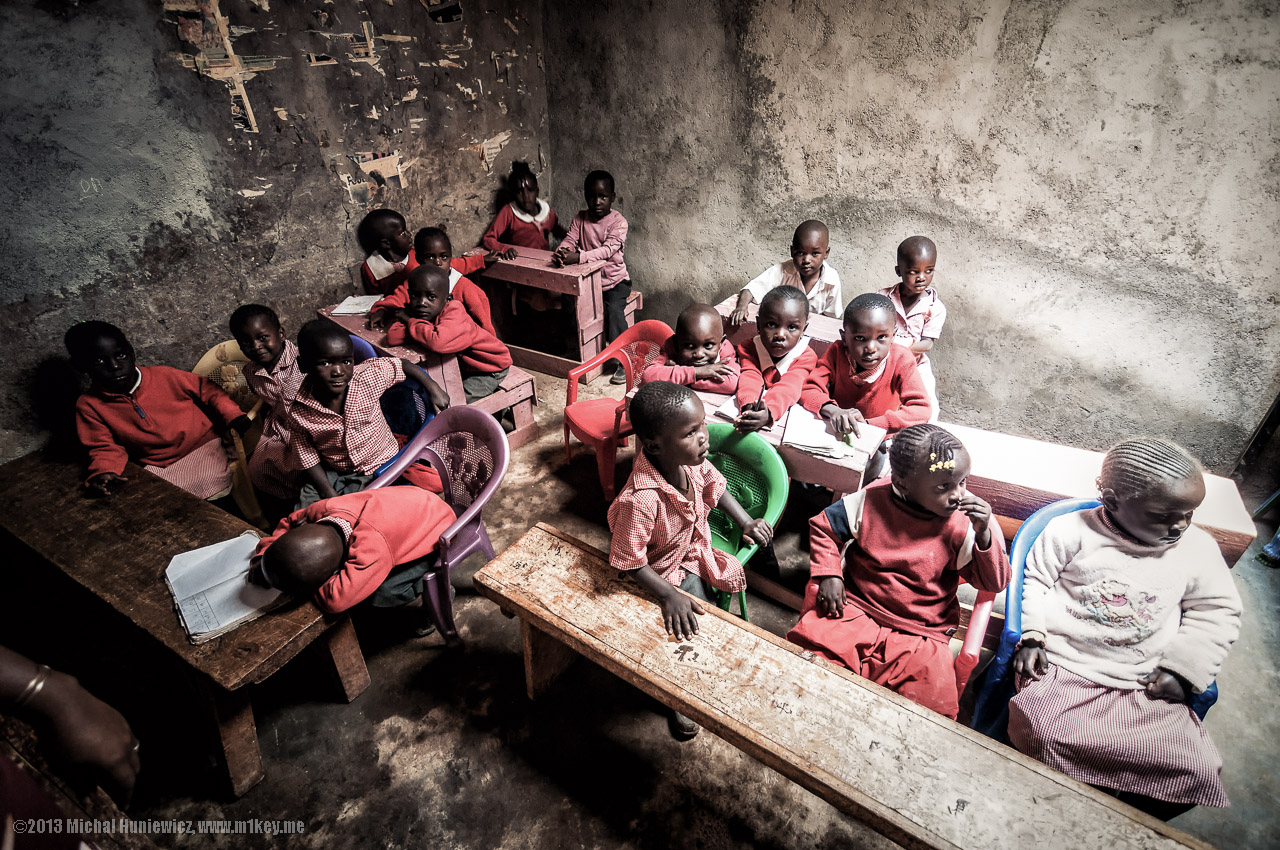
Škola, 2013
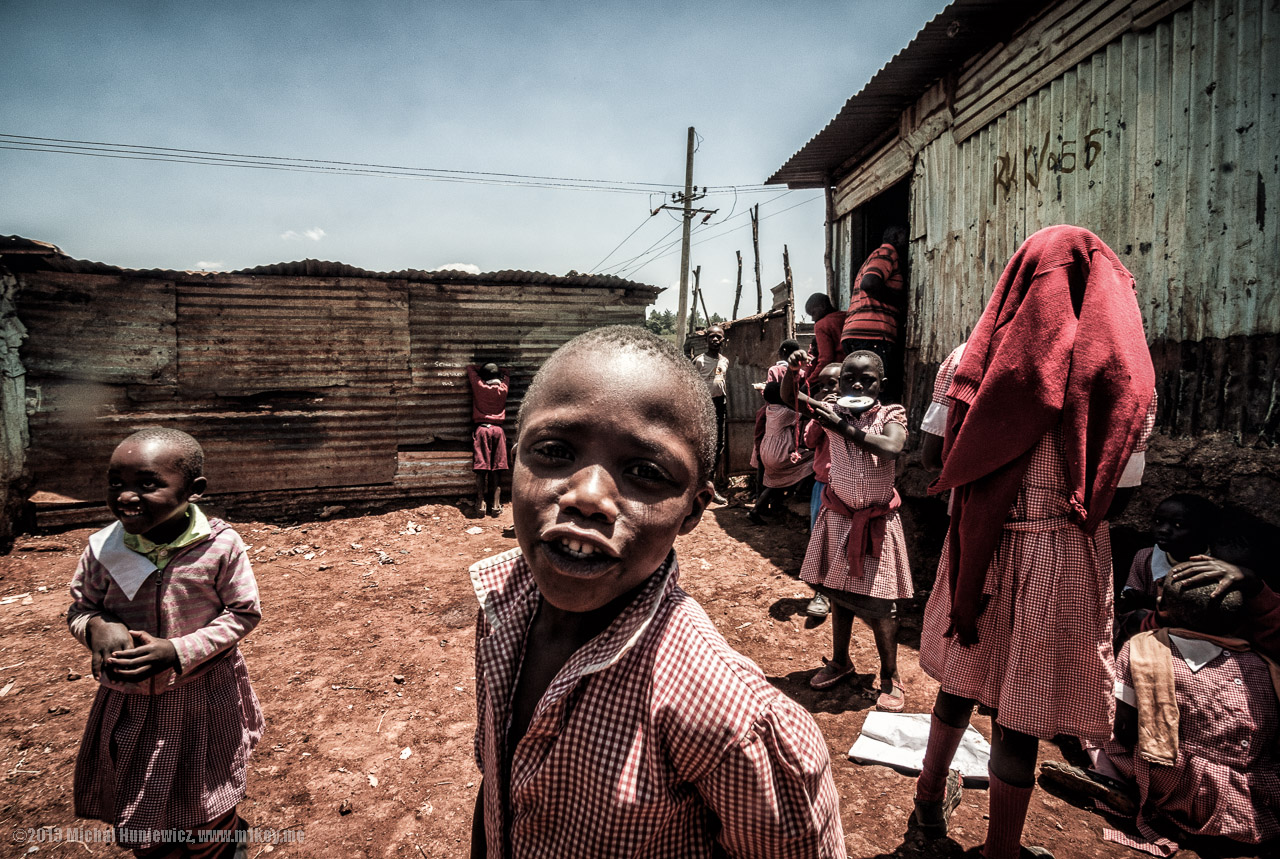
Děti
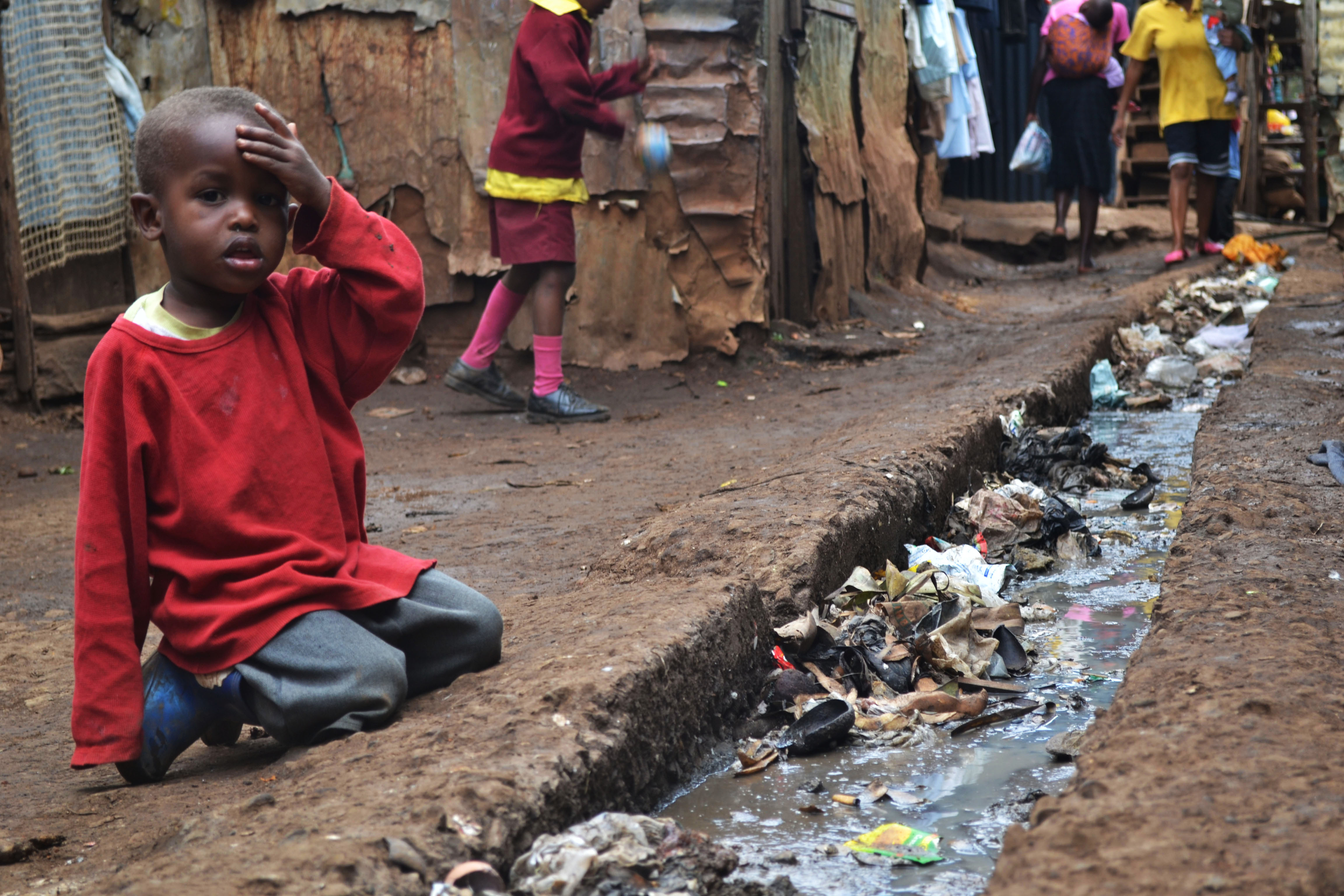
Chlapec sedí u otevřené kanalizace na ulici, 2012
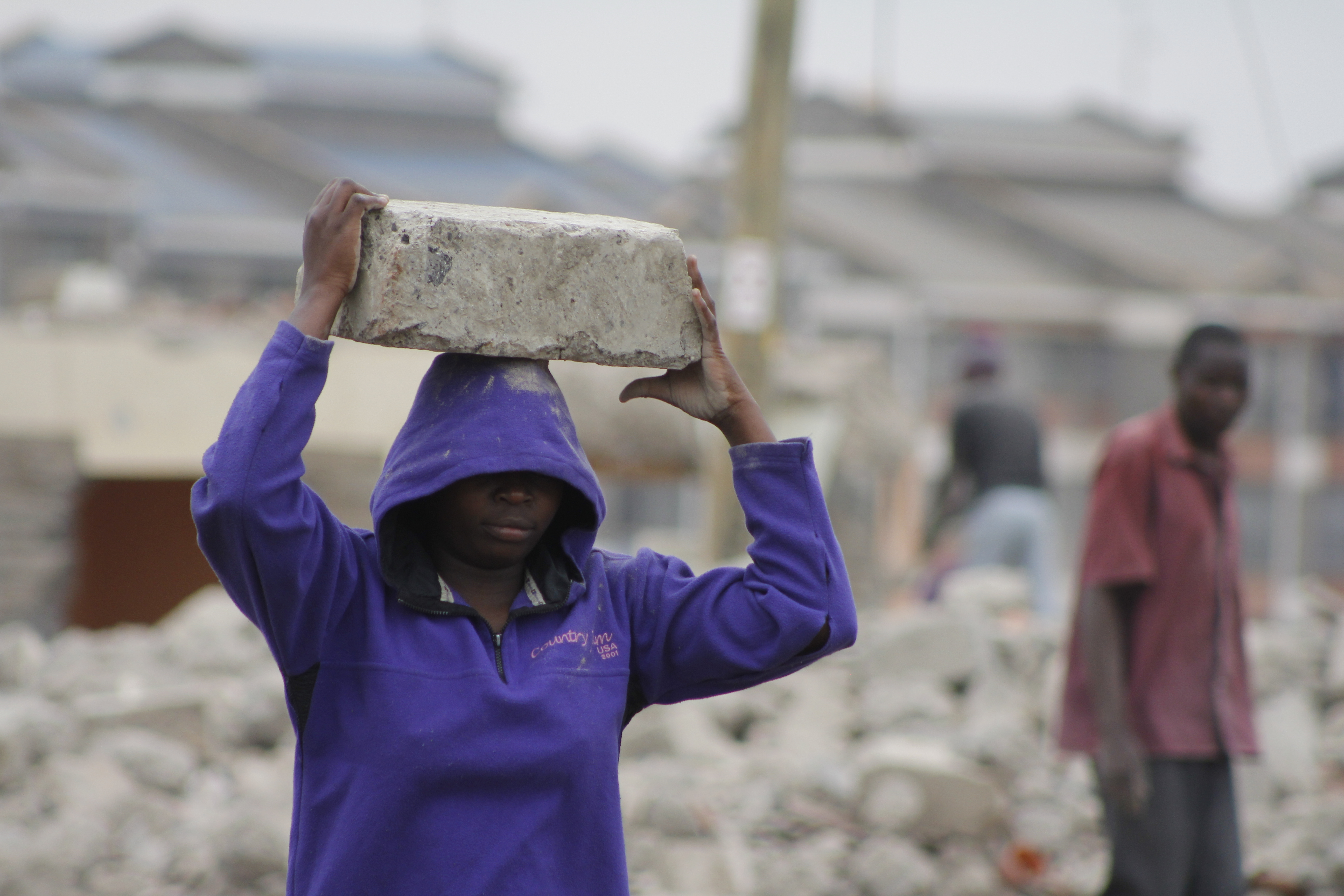
Žena při práci
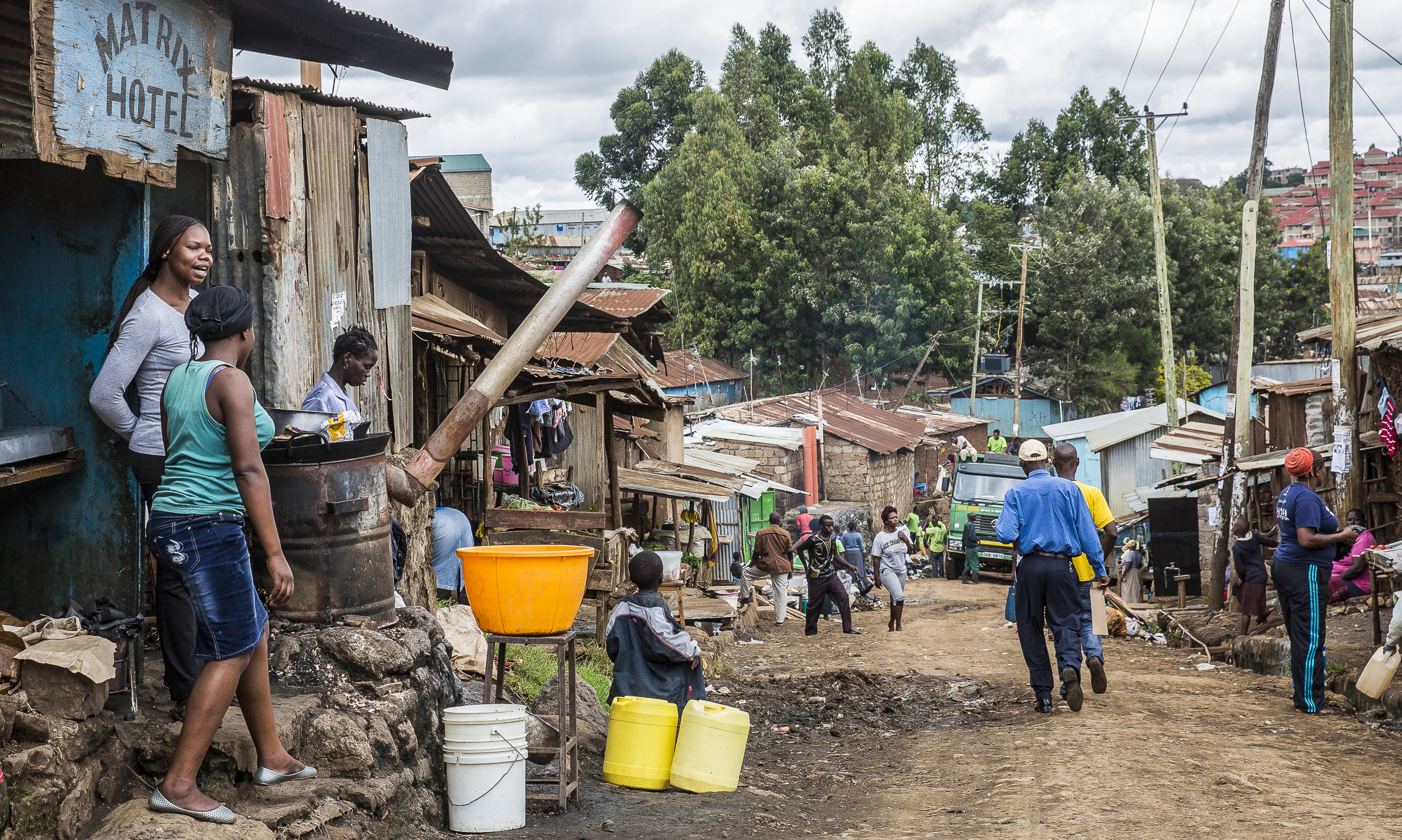
Ulice, 2015
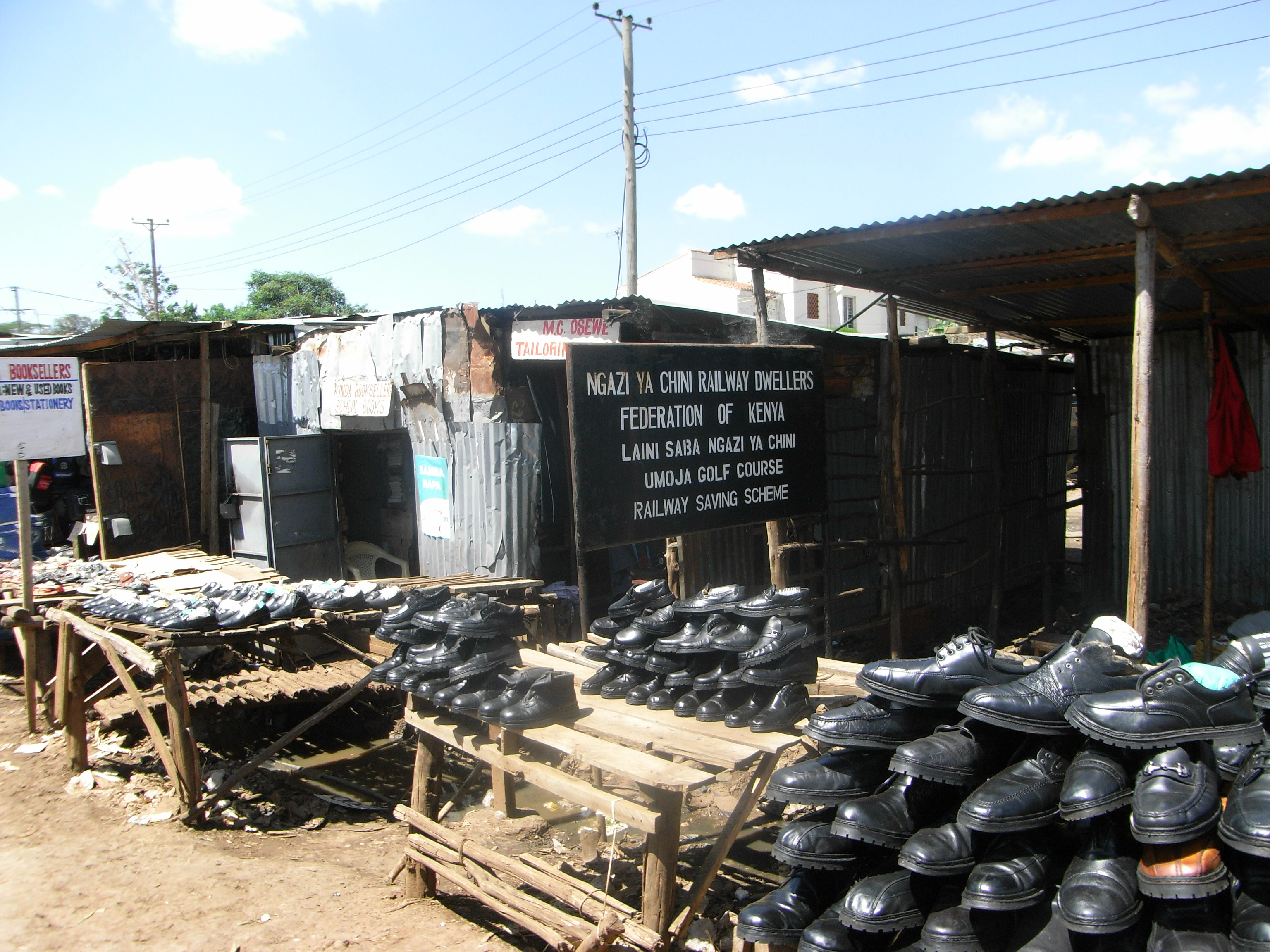
Obchod s obuví